# Leibniz-Institut für Finanzmarktforschung SAFE
Das Leibniz-Institut für Finanzmarktforschung SAFE (Sustainable Architecture for Finance in Europe) in Frankfurt ist ein Wirtschaftsforschungsinstitut, das sich auf das Finanzsystem und seine Akteure als Themenfeld fokussiert. SAFE ist Mitglied in der Wissenschaftsgemeinschaft Gottfried Wilhelm Leibniz (WGL) und hat seinen Sitz im House of Finance auf dem Campus Westend der Goethe-Universität Frankfurt.

## Geschichte
Das Institut wurde im Jahr 2013 unter dem Namen „LOEWE-Zentrum SAFE“ als Kooperation des Center for Financial Studies und der Goethe-Universität Frankfurt gegründet. Zwischen 2013 und Ende 2019 wurde es gefördert durch die hessische Landes-Offensive zur Entwicklung Wissenschaftlich-ökonomischer Exzellenz (LOEWE). Im September 2017 beantragte das Land Hessen die Aufnahme von SAFE in die Leibniz-Gesellschaft. Am 3. Mai 2019 beschloss die Gemeinsame Wissenschaftskonferenz, SAFE ab 2020 in die gemeinsame Bund-Länder-Förderung aufzunehmen. Am 28. November 2019 stimmte die Mitgliederversammlung der Leibniz-Gemeinschaft der Aufnahme von SAFE zu.

## Ziele und Gliederung
SAFE widmet sich nach eigenen Angaben der interdisziplinären Erforschung der Finanzmärkte und ihrer Akteure in Europa sowie einer wissenschaftsbasierten, unabhängigen Politikberatung. Das Institut setzt auf die Zusammenarbeit von Forscherinnen und Forschern aus den Wirtschaftswissenschaften, der Rechtswissenschaft und der Politikwissenschaft sowie auf die Vielfalt wissenschaftlicher Methoden.
Das Forschungsprogramm gliedert sich nach eigenen Angaben ins sechs Abteilungen, die thematisch ineinandergreifen: Financial Intermediation, Financial Markets, Household Finance, Macro and Finance, Money and Finance, Law and Finance. Außerdem unterhält SAFE ein Data Center, das sich um die Bereitstellung von Forschungsdaten und den Aufbau eigener Datensätze kümmert.
Darüber hinaus betreibt SAFE ein Policy Center, über welches Politikberatung mit Fokus auf Berlin, Brüssel und Wiesbaden angeboten wird. Nach eigenen Angaben führt SAFE dabei auf der Basis wissenschaftlicher Unabhängigkeit einen dauerhaften Dialog mit Regierungs- und Parlamentsmitgliedern über aktuelle Finanzmarktthemen.

## Finanzierung
Von 2013 bis Ende 2019 wurde SAFE durch die hessische Exzellenzinitiative LOEWE gefördert. Als Leibniz-Institut wird SAFE seit 2020 von Bund und Ländern gemeinsam getragen.

## Leitung und weitere Gremien

### Vorstand
Am 1. Dezember 2022 hat Florian Heider die Leitung von SAFE vom bisherigen wissenschaftlichen Direktor Jan Pieter Krahnen übernommen. Gemeinsam mit der stellvertretenden wissenschaftlichen Direktorin Loriana Pelizzon sowie der kaufmännischen Direktorin Muriel Büsser bildet Heider nun den Vorstand des Forschungsinstituts.

### Kuratorium
Das Kuratorium beaufsichtigt und berät den Vorstand von SAFE. Dem Gremium gehören derzeit an (Stand: Januar 2023):
- Elga Bartsch (stellvertretende Vorsitzende; Abteilungsleiterin Wirtschaftspolitik im Bundesministerium für Wirtschaft und Klimaschutz)
- Detlef Fechtner (politischer Chefkorrespondent, Börsen-Zeitung)
- Thomas Gehrig (Institut für Finanzwirtschaft, Universität Wien)
- Timon Gremmels (Vorsitzender; Minister für Wissenschaft und Forschung, Kunst und Kultur)
- Nicolaus Heinen (Abteilungsleiter für finanzpolitische und volkswirtschaftliche Grundsatzfragen im Bundesministerium der Finanzen)
- Friederike Köhler-Geib (Chefvolkswirtin, KfW Group)
- Alexander Lorz (Hessischer Minister der Finanzen)
- Enrico Schleiff (Präsident der Goethe-Universität Frankfurt)
- Axel A. Weber (Präsident des Center for Financial Studies an der Goethe-Universität Frankfurt)
- Daniela Weber-Rey (Rechtsanwältin, Aufsichtsrätin)

## Professoren
Am Forschungszentrum wirken unter anderen mit:
- Peter Andre[11]
- Andreas Hackethal
- Florian Heeb[12]
- Alexander Hillert[13]
- Jan Pieter Krahnen
- Christine Laudenbach[14]
- Loriana Pelizzon
- Tobias Tröger
- Uwe Walz